# Francisco Morales Bermúdez
Francisco Remigio Morales Bermúdez Cerruti (Lima, 1921. október 4. – Lima, 2022. július 14.) perui katonatiszt és politikus,  1975 és 1980 között Peru elnöke. Bukásával megszűnt az országot 12 éven át irányító diktatúra.

## Élete[4]
1921. október 4-én született Limában mint  Remigio Morales Bermúdez ezredes fia. Nagyapja az a  Remigio Morales Bermúdez, ki 1890 és 1894 között Peru elnöke volt.
Tanulmányainak nagy részét a limai Colegio Inmaculadában végezte, majd 1939-ben felvették az Escuela Militar de Chorrillos-ba (mely a perui sereg tisztjeinek alapképzését végző katonai iskola). Az érettségi letétele után a Centro de Altos Estudios Militares-en tanult tovább (egy felsőoktatási intézmény a fegyveres erők tisztjeinek).
Idővel dandártábornoki rendfokozatot ért el. 1968-ban gazdasági és pénzügyminiszterré nevezték ki Fernando Belaúnde kormányában, ám két hónap múlva belső problémák miatt le kellett mondania.  Miután még abban az évben Belaúnde elnököt megpuccsolták, a Juan Velasco tábornok vezette katonai vezetés felkérte, hogy térjen vissza posztjára. 1974-ben ismét lemondott, mivel kinevezték a hadsereg főparancsnokává. A következő évben  Velasco egyszerre nevezte ki miniszterelnökké és hadügyminiszterré.
Velasco elnök egészségi állapotának romlása miatt  Bermúdez puccsot hajtott végre ellene, majd 1975. augusztus 29-én átvette az elnöki tisztséget. Az országot átvezette az egyik legsúlyosabb gazdasági válságon. Eltávolodott a perui forradalom első szakaszának (1968-1975) szocialista irányzataitól.
Hivatali vége felé lakhatási válság állt elő. Az akkor már  minden oldalról szorongatott elnök nem tudott sikeres politikai és gazdasági reformokat végrehajtani.
A kormánya által összehívott alkotmányozó gyűlés 1978-ban jött létre, hogy az Óscar R. Benavides elnöksége alatt elfogadott 1933-as alkotmány helyébe lépjen. Az 1980-as választások után átadta a hatalmat az első demokratikusan választott kormánynak, amelyet Fernando Belaúnde korábbi elnök vezetett, kit anno még a katonai vezetés távolított el posztjáról.
1985-ben Bermúdez sikertelenül indult az elnöki posztért, a szavazatok töredékét szerezte csak meg.
Később Luisianna Figliolia olasz bíró eljárást indított Bermúdez s még két tucat személy ellen az ún. Kondor-hadművelet miatt. 2017. január 17-én az olasz ítélőtábla bűnösnek találta, és életfogytiglani börtönbüntetésre ítélte. Egyetlen kívétellel mind a 24 vádlottat elítélték a távollétükben.
2022. július 14-én hunyt el egy limai kórházban, 100 esztendős korában.

## Művei
- El proyecto nacional (1982)
- Apuntes sobre autoritarismo y democracia (1989)
- El problema científico. Lógica, filosofía, planeamiento y desarrollo (2011)
- Mi última palabra (2018)

## Fordítás
- Ez a szócikk részben vagy egészben  a   Francisco Morales-Bermúdez című angol Wikipédia-szócikk ezen változatának fordításán alapul.  Az eredeti cikk szerkesztőit annak laptörténete sorolja fel. Ez a jelzés csupán a megfogalmazás eredetét és a szerzői jogokat jelzi, nem szolgál a cikkben szereplő információk forrásmegjelöléseként.